# Douglas (Wyoming)
Douglas é uma cidade localizada no estado norte-americano de Wyoming, no Condado de Converse.

## Demografia
Segundo o censo norte-americano de 2000, a sua população era de 5288 habitantes.
Em 2006, foi estimada uma população de 5643, um aumento de 355 (6.7%).

## Geografia
De acordo com o United States Census Bureau tem uma área de
13,6 km², dos quais 13,2 km² cobertos por terra e 0,4 km² cobertos por água.

## Localidades na vizinhança
O diagrama seguinte representa as localidades num raio de 80 km ao redor de Douglas.